# Alphonse des Vignoles

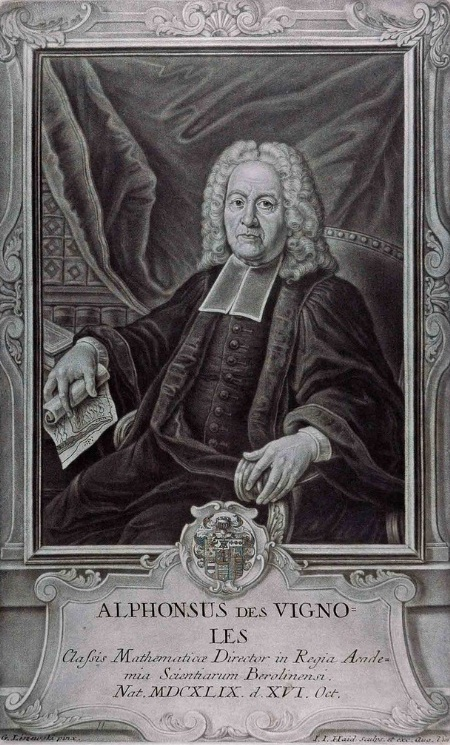
Alphonsus des Vignoles Kupferstich von Johann Jacob Haid um 1780.

Alphonse des Vignoles (* 16. Oktober 1649 in Aubais; † 27. Juli 1744 in Berlin) war ein französisch-reformierter Geistlicher und Wissenschaftler.

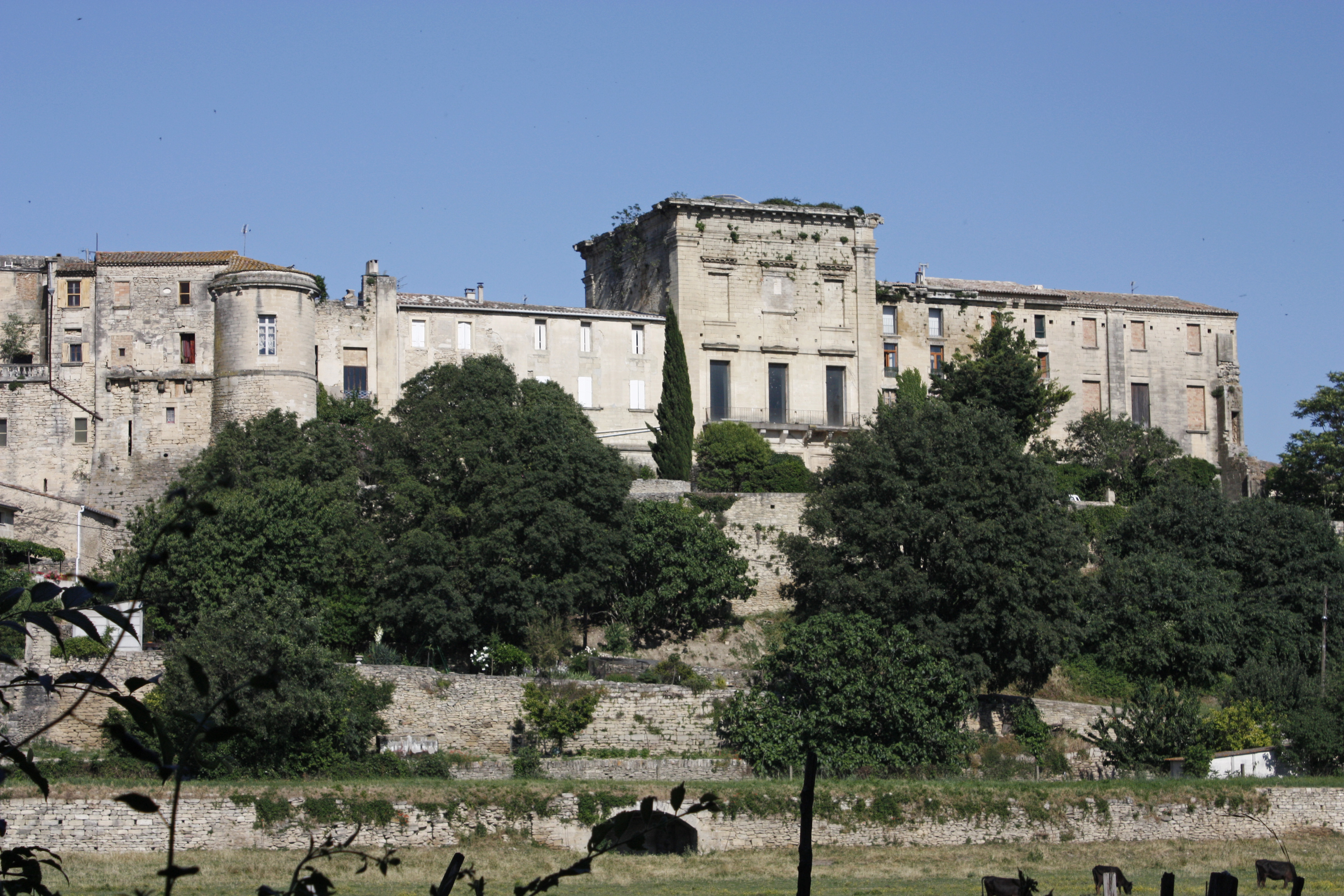
Schloss Aubais, Vignoles' Geburtsort

Alphonse des Vignoles wurde als Sieur de Saint-Geniez auf Schloss Aubais im Languedoc geboren. Da er im reformierten Glauben erzogen werden sollte, musste er häufig die Schule wechseln und gelangte so bis Genf. Von dort kehrte er 1670 ins väterliche Schloss zurück und studierte dann zuerst bei Johann Bruguier und später an verschiedenen europäischen Universitäten Mathematik, Naturwissenschaften und Theologie. Nach dem Tod des Vaters wurde er Prediger in seiner Heimat, musste jedoch nach der Aufhebung des Ediktes von Nantes im Jahre 1685 das Land verlassen und ging über Genf, Lausanne und Bern nach Preußen.
1686 wurde Vignoles Prediger der französischen Gemeinde in Schwedt/Oder, ging jedoch bald von dort mit gleichem Auftrag nach Halle (Saale). Von dort kam Vignoles als Prediger nach Brandenburg an der Havel. Hier schuf er durch Sichtung von Archiven und Anfertigung von Kopien die Grundlagen für eine Chronik der Stadt. 1691 versuchte er die Legende von der Päpstin Johanna zu widerlegen.
Im Gründungsjahr 1700 der Societät der Wissenschaften zu Berlin wurde Vignoles deren Mitglied. Drei Jahre später folgte er dem Ruf des Königs nach Berlin und führte am Observatorium astronomische Beobachtungen durch. Vignoles schrieb ein zweibändiges Werk über die Zeitrechnung der Chinesen und Ägypter.
Von 1712 bis 1721 war Vignoles Prediger der französisch-reformierten Gemeinde von Berlin. Er starb im Alter von 95 Jahren als Direktor der Mathematischen Klasse der Preußischen Akademie der Wissenschaften.